# Виго, Жан
Жан Виго (фр. Jean Vigo, полное имя Жан Бонавентюр де Виго Альмерейда; 26 апреля 1905 года, Париж — 5 октября 1934 года, там же) — французский кинорежиссёр. Несмотря на недолгую жизнь и кратковременную карьеру, сделал значительный вклад в развитие поэтического реализма (течения во французском кино 1930-х годов), что впоследствии оказало влияние на режиссёров французской новой волны.

## Биография
Жан Виго родился в Париже 26 апреля 1905 года. Он был сыном воинствующего анархиста Эжена Бонавентура де Виго — его псевдонимом было имя Мигель Алмерейда (Miguel Almereyda), анаграмма выражения «это дерьмо» (фр. y'a la merde) — и его жены Эмили Клеро. Виго-отец выпускал сатирическую газету под названием «Красная шапочка», затем за поддержку Германии был обвинен в измене и заключен в тюрьму, где его задушили при невыясненных обстоятельствах 13 августа 1917 года.
Жан с детства отличался слабым здоровьем и поэтому был вынужден подолгу пребывать в больницах и санаториях. Так как его родители были вовлечены в политику, он воспитывался родственниками и друзьями семьи и учился в школах-интернатах под вымышленным именем Жана Сале. В 1922 году семнадцатилетний Виго воссоединился с матерью и в 1926 году некоторое время учился в Сорбонне под своим настоящим именем. 24 января 1929 года он взял в жены Елизавету Лозинскую, дочь польского фабриканта. В 1931 году у них родилась дочь Люс.

### Творческая карьера
Испытывая интерес к кинематографу, Виго в 1928 году работал помощником у известного кинооператора Леона-Анри Бюреля, помогая ему на съемках картины «Венера». Затем, унаследовав после смерти родственника 100 тысяч франков, он приобрел подержанную кинокамеру и в 1930 году приступил к работе над своим первым фильмом. Это была немая документальная короткометражка под названием «По поводу Ниццы», которая выявила способность Виго улавливать естественную красоту реальности и придавать банальным сценам стилизованное поэтическое звучание.
Вторым фильмом режиссёра стала документальная сюрреалистическая короткометражка «Тарис, или плавание», выпущенная в 1931 году, где главным героем был пловец-чемпион Жан Тарис. Далее в 1933 году последовала полнометражная картина «Ноль за поведение». Она повествовала о жизни школы-интерната для мальчиков и её учениках, взбунтовавшихся против школьных порядков и преподавателей, чьи карикатурные образы явно были позаимствованы Виго из детских воспоминаний. Этот фильм цензура отправила на полку, и ограничения к показу были сняты только в 1945 году.
В 1934 году режиссёр снял свою четвертую и последнюю картину, неспешную мелодраму «Аталанта». Сюжет фильма был прост и описывал историю двух новобрачных, деревенской девушки Джульетты (Дита Парло) и шкипера Жана (Жан Дасте). После свадьбы они отплывают на барже Жана под названием «Аталанта» по каналам Франции к Парижу. Когда Джульетта, несмотря на запрет мужа, убегает посмотреть на город, Жан, разозлившись, принимает решение уплыть без жены. Однако затем разлука начинает причинять ему сильные страдания. К счастью, его помощник, эксцентричный старик и любитель кошек папаша Жюль, разыскивает Джульетту, приводит её обратно, и молодые воссоединяются. Эта непритязательная история, насыщенная благодаря таланту Виго лиризмом и поэтическими мотивами, оказала большое влияние на режиссёров французской новой волны.
Оператором всех четырёх фильмов Виго был Борис Кауфман, брат советского кинорежиссёра Дзиги Вертова.

### Смерть
Спустя менее месяца после премьеры «Аталанты», 5 октября 1934 года, скончался от туберкулёза в возрасте двадцати девяти лет.
По поводу его ранней смерти, не давшей ему в полной мере реализовать свой талант, Жорж Садуль позже писал: «Большие удачи Виго, родившиеся на почве „авангардистского“ документализма, заставляют нас горячо жалеть о его преждевременной смерти: он умер в возрасте всего 29 лет. Нет сомнения, что он создал бы прекрасные произведения, превосходящие лучшие работы наиболее выдающихся его современников».

## Память
В 1951 году во Франции учреждена Премия Жана Виго, с тех пор ежегодно присуждаемая молодым режиссёрам. Среди лауреатов премии — Клод Шаброль (награждён в 1959 году за фильм «Красавчик Серж»), Жан-Люк Годар (награждён в 1960 году за фильм «На последнем дыхании»), Крис Маркер (за фильм «Взлётная полоса», 1963), Ф. Ж. Оссанг (за фильм «Silencio», 2007) и др.

## Фильмография
Ко всем своим четырём фильмам Виго написал сценарии собственноручно.
| Год  | Название на русском | Название на языке оригинала                 |
| ---- | ------------------- | ------------------------------------------- |
| 1934 | Аталанта            | L’Atalante                                  |
| 1933 | Ноль за поведение   | Zéro de conduite: Jeunes diables au collège |
| 1931 | Тарис, король воды  | Taris, roi de l’eau                         |
| 1930 | По поводу Ниццы     | À propos de Nice                            |